# Neuguinea-Bürstenratten
Neuguinea-Bürstenratten (Coccymys) sind eine Nagetiergattung aus der Gruppe der Altweltmäuse (Murinae). Die Gattung umfasst vier Arten, die alle auf Neuguinea beheimatet sind.
Diese rattenähnlichen Nagetiere erreichen eine Kopfrumpflänge von 10 bis 12 Zentimetern, der Schwanz wird 14 bis 17 Zentimeter lang und das Gewicht beträgt 26 bis 35 Gramm. Das lange, dichte Fell ist an der Oberseite braun und am Bauch hellgrau gefärbt. Der Kopf ist rundlich, der Schwanz behaart.
Diese Tiere leben auf Neuguinea, ihr Lebensraum sind Wälder oder Grasländer in 1900 bis 3600 Metern Seehöhe, sie können sogar oberhalb der Baumgrenze leben. Sie halten sich meist am Boden auf und ernähren sich rein pflanzlich von grünem Pflanzenmaterial.
Es werden vier Arten unterschieden:
- Weißzahn-Bürstenratte (Coccymys albidens (Tate, 1951)) ist nur von wenigen Exemplaren bekannt, die in den 1930er-Jahren im westlichen Neuguinea gefunden wurden. Der Gefährdungsgrad dieser Art ist unklar.
- Rümmler-Bürstenratte (Coccymys ruemmleri (Tate & Archbold, 1941)) ist in den Bergländern Neuguineas weit verbreitet und laut IUCN-Angaben nicht gefährdet.
- Shaw-Mayer-Bürstenratte (Coccymys shawmayeri (Hinton, 1943))
- Coccymys kirrhos Musser & Lunde, 2009

Systematisch ist die Gattung Teil der Pogonomys-Gruppe, einer vorwiegend auf Neuguinea beheimateten Radiation der Altweltmäuse.